# Promozione Basilicata 1955-1956
La Promozione fu il massimo campionato regionale di calcio disputato in Basilicata nella stagione 1955-1956.
A ciascun girone, che garantiva al suo vincitore la promozione in IV Serie a condizione di soddisfare le condizioni economiche richieste dai regolamenti, partecipavano sedici squadre, ed era prevista la retrocessione delle quattro peggio piazzate, anche se erano possibili aggiustamenti automatici per ripartire fra le appropriate sedi locali le squadre discendenti dalla IV Serie. Nel caso particolare, tuttavia, non essendo stata in grado la Lega Regionale Lucana di raccogliere sufficienti iscrizioni, per garantire comunque la regolarità di questo torneo a dodici squadre, si programmò la retrocessione delle ultime due classificate.

## Squadre partecipanti
| Club                               | Città (provincia)       | Stagione 1954-1955            |
| ---------------------------------- | ----------------------- | ----------------------------- |
| U.S. Aviglianese "Emanuele Stolfi" | Avigliano (PZ)          | ritiratasi dalla Promozione   |
| U.S. Bernalda                      | Bernalda (MT)           | 6º posto in Promozione        |
| U.S. Fiamma Fulgor                 | Potenza                 | 9º posto in Promozione        |
| U.S. Lavello                       | Lavello (PZ)            | 2º posto in Prima Divisione C |
| Pol. Libertas                      | Ferrandina (MT)         | 1º posto in Prima Divisione D |
| U.S. Libertas Invicta              | Potenza                 | 3º posto in Promozione        |
| Pol. Matera                        | Matera                  | 7º posto in Promozione        |
| U.S. Melfi                         | Melfi (PZ)              | 18º posto in IV Serie G       |
| U.S. Moliternese 1922              | Moliterno (PZ)          | 8º posto in Promozione        |
| A.S. Montalbano                    | Montalbano Jonico (MT)  | 2º posto in Promozione        |
| U.S. Savoia                        | Potenza                 | 10º posto in Promozione       |
| C.S. Vultur                        | Rionero in Vulture (PZ) | 4º posto in Promozione        |

## Classifica finale
|  | Pos. | Squadra                  | Pt | G  | V  | N | P  | GF | GS | DR  |
|  | ---- | ------------------------ | -- | -- | -- | - | -- | -- | -- | --- |
|  | 1.   | Melfi                    | 38 | 22 | 16 | 6 | 0  | 69 | 15 | +54 |
|  | 2.   | Vultur Rionero           | 36 | 22 | 16 | 4 | 2  | 69 | 16 | +53 |
|  | 3.   | Aviglianese Stolfi       | 28 | 22 | 12 | 4 | 6  | 47 | 24 | +23 |
|  | 4.   | Lavello                  | 26 | 22 | 12 | 2 | 8  | 46 | 27 | +19 |
|  | 5.   | Montalbano (-1)          | 25 | 22 | 10 | 6 | 6  | 47 | 31 | +16 |
|  | 6.   | Moliternese              | 21 | 22 | 9  | 3 | 10 | 34 | 40 | -6  |
|  | 7.   | Bernalda                 | 20 | 22 | 8  | 4 | 10 | 34 | 53 | -19 |
|  | 8.   | Libertas Invicta         | 18 | 22 | 8  | 2 | 12 | 28 | 37 | -9  |
|  | 9.   | Libertas Ferrandina (-3) | 15 | 22 | 7  | 4 | 11 | 38 | 47 | -9  |
|  | 9.   | Pol. Matera (-3)         | 15 | 22 | 7  | 4 | 11 | 27 | 34 | -7  |
|  | 11.  | Fiamma Fulgor (-3)       | 8  | 22 | 4  | 3 | 15 | 17 | 54 | -37 |
|  | 12.  | Savoia Potenza (-2)      | 0  | 22 | 1  | 0 | 21 | 6  | 90 | -84 |

Legenda:
      Promossa in IV Serie 1956-1957.
      Retrocessa in Prima Divisione 1956-1957.
Note:
Due punti a vittoria, uno a pareggio, zero a sconfitta.
Fiamma Fulgor, Libertas e Matera hanno scontato 3 punti di penalizzazione.
Il Savoia ha scontato 2 punti di penalizzazione.
Il Montalbano ha scontato 1 punto di penalizzazione.